# 弗里茨·克莱斯勒
弗里茨·克莱斯勒（德語：Fritz Kreisler，1875年2月2日—1962年1月29日），美国籍奥地利小提琴家和作曲家。为当时最著名的小提琴家之一，也被认为是历史上最伟大的小提琴家之一，以演奏音色优美著称，而他创作的小提琴乐曲，是后世小提琴家常用的經典曲目。

## 生平
1875年2月2日克莱斯勒在奥地利维也纳诞生，排行第二。他的父亲是医生，乐善好施，常碍于情面，不好意思追讨诊金，因此家境清寒。克莱斯勒医生是一位业余音乐爱好者，每逢周末，克莱斯勒医生常和同好在家举行弦乐四重奏音乐会。 克莱斯勒自幼便受音乐熏陶，在他三岁还没有认字母时，父亲便教他五线谱。有一天，家庭四重奏乐队中一位长者，认为4岁的小克莱斯勒蛮有音乐天赋，便赠送他一把玩具小提琴，此后家庭乐队多了一名幼童小提琴手。一日，小克莱斯勒独自奏完一首奥地利国歌，父亲觉得他是音乐神童，便給他一把的二分之一真小提琴，并亲自教他小提琴。

### 在维也纳音乐学院
1882年，克莱斯勒进入维也纳音乐学院师从约瑟夫·黑尔梅斯伯格学习小提琴，并跟随安东·布鲁克纳学习乐理；这是维也纳音乐学院第一次破例招收十岁以下的学生。维也纳音乐学院招生十分严格，只有最优秀的考生才被录取。课程是预备班三年，毕业班三年。因克莱斯勒的小提琴技术已有基础，入学后就直接上毕业班。他在学校里练琴不多，更多时间是趴在钢琴上专研乐谱。克莱斯勒才7岁，不爱上课，喜欢跟孩子们在公园玩耍。由于小学生的他在维也纳音乐学院聆听许多音乐大师如萨拉萨蒂、黑尔梅斯伯格和鲁宾斯坦的演奏，那是他一生中的大事，收获良多，胜于在学院学习五年。1884年克莱斯勒十岁，赢得维也纳音乐学院大赛金奖，奖品是一把四分之三的Amati。

### 在巴黎音乐学院

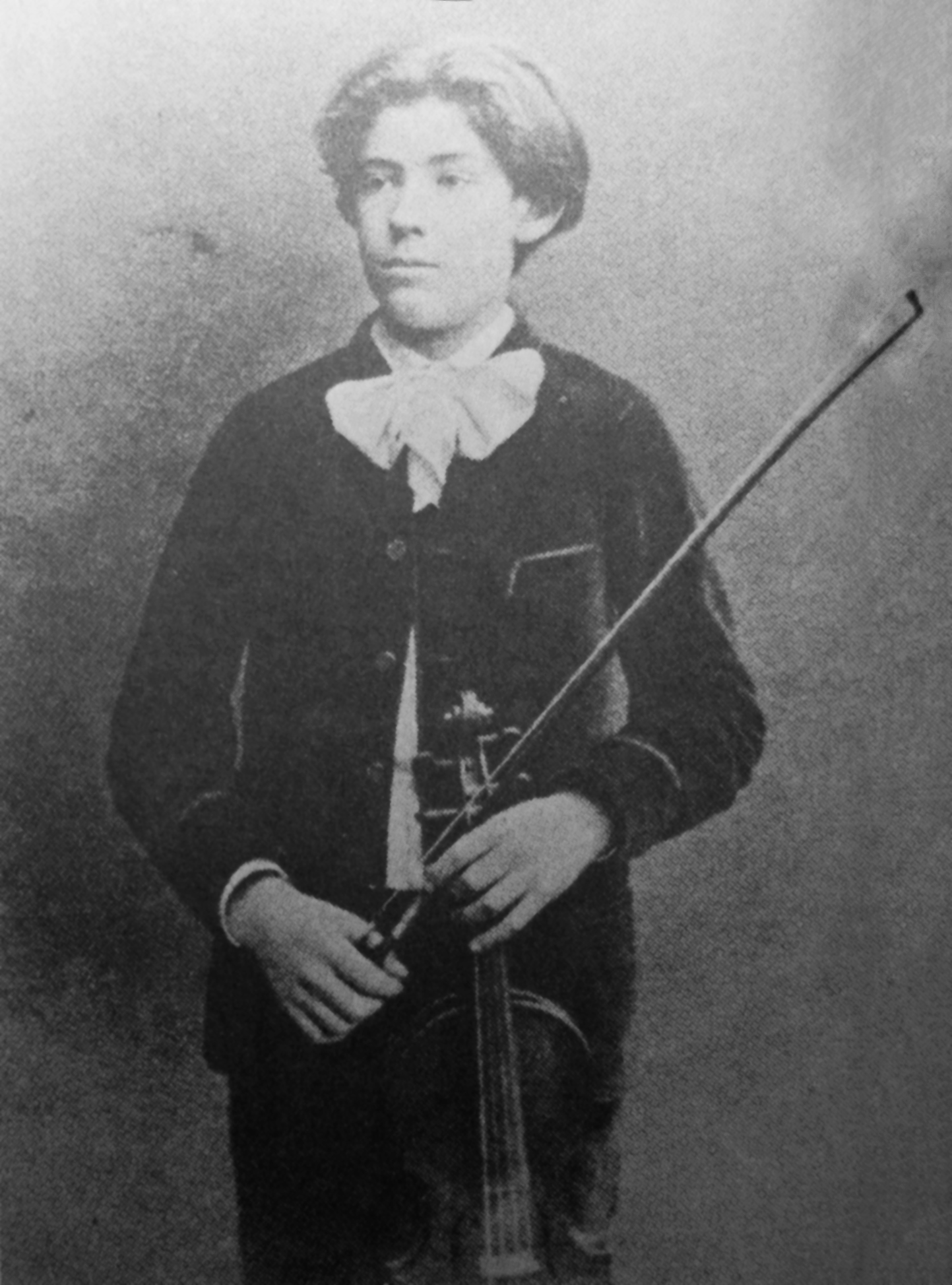
13岁的克莱斯勒在美国演出的剧照

1885年至1887年，他获得一笔奖学金，在巴黎音乐学院学习，导师包括在巴黎音乐学院执教五十余年的约瑟夫·马萨（小提琴），莱奥·德利布（作曲）和儒勒·马斯内等。后来克莱斯勒医生收到一封马萨的信，信中说，“我门下有许多音乐名家，其中包括维尼亚夫斯基，但我最得意的门生是小弗里茨”。马萨的小提琴教学法不重技术，而注重情感的表达。克莱斯勒说，马萨喜欢他，因为他的演奏有维尼亚夫斯基的风格，擅长颤指。
1887年，巴黎音乐学院举行音乐大赛，42名参赛者参加，克莱斯勒12歲，其他参赛者个个比他年长十余岁，由于他的镇静和出色演奏，人们知道克莱斯勒荣必定入围，但结果出人意外，在巴黎音乐学院毕业赛一等奖的五位获一等奖的小提琴手名单中，克莱斯勒名列前茅，特被授予“一等的一等奖”（Premier Premier Prix）；这在巴黎音乐学院是史无前例的。奖品是一把1:1的Grand Bernardel小提琴。

### 美国演出
1888年钢琴家莫利茨·罗森塔尔邀请克莱斯勒到美国同台演出50场，每场50美元，并答应母亲同行。临别，父亲赠送一把他攒下的值一千美元的金钱购买的Grancino小提琴，这把美丽的小提琴成为他以后8年音乐生涯中的亲密伙伴，标志他踏上成名小提琴家之路。他和母亲由维也纳出发，途经萨尔茨堡、慕尼黑、法兰克福，由汉堡登上一艘开往纽约的8000吨轮船。到纽约后入住东方大饭店。1888年11月，克莱斯勒首次在波士顿登台演出，演奏门德尔松小提琴协奏曲；演奏中小提琴的E弦断了，他在A弦的高位继续演奏。次日在纽约施坦威音乐厅登台演奏门德尔松小提琴协奏曲。在纽约演出几场之后，罗森塔尔团队到克利夫兰、圣路易、堪萨斯、新奥尔良等地巡演。1889年三月1日，克莱斯勒在芝加哥开始演出。当时芝加哥时报评论：“克莱斯勒，以他的年龄，演出满不错，如果他的运弓技巧和他的左手一样好的话，必成最出色的演奏者”。在美国期间克莱斯勒猛学英语，不久和法语一样流利。

### 闯荡欧洲
回到奥地利后，回到中学继续学习两年，毕业后入医学院学手术，在此期间，克莱斯勒完全放弃小提琴，以致同班学员没人知道他是小有名气的音乐家。在医学院期间，他还修哲学课程。但五年的医学院课程，他读了两年便中途退学，从军去。他在军中自1895年至1896年。严格的军训，练就他一身强健的体魄，为他日后艰辛的巡回演出打下基础。1900年12月24日，被授予陆军中尉军衔，1901年1月1日生效。关于他曾在巴黎学绘画的传闻，他说：“那是子虚乌有，我毕生未曾画过一幅画，我连一幅地图都画不了”。
克莱斯勒医生，这时正严肃思考儿子的前程，当军官、医生还是音乐家？他询问老友西奧多·比勒斯教授，教授回答的很干脆：“军官嘛，还可以，医生嘛，马马虎虎，音乐家，一流的”。父亲帮他在维也纳市郊的一间酒吧宿食，作为偶尔在沙龙演出的补偿。他在那里闭门苦练小提琴，恢复手指的灵活性，在此期间，他还改编了一篇帕格尼尼的乐曲。他觉得状态恢复了，便申请加入维也纳歌剧交响乐队做二把手，一位被美国乐坛评论家认为未来天才，在维也纳被认为神童，居然出乎所料被拒；据后来知情人说，那是因为老一辈的维也纳音乐家提防后起之秀而尽力阻挠，也有人说是老一辈的维也纳音乐家，认为克莱斯勒的风格背离传统，和他们格格不入。19岁的他，在这期间完成了贝多芬D大调小提琴协奏曲华彩乐段的，使他“名垂不朽”。
不久，他在君士坦丁堡遇见奥地利大使，建议他到土耳其为阿卜杜勒-哈米德二世陛下演出。于是他前往土耳其，为哈米德二世演奏，哈米德二世十分赏识，赏他一袋一百土耳其镑的金币。随后他前往圣彼得堡，在那里演奏出柴可夫斯基小提琴协奏曲，并和作曲家策扎尔·安东诺维奇·居伊讨论柴可夫斯基小提琴协奏曲，居伊告诉他：“你知道吗，柴可夫斯基的小提琴协奏曲，原本有结尾，后来友人告诉他，那结尾和另外一个小提琴协奏曲的结尾太过相似了，柴可夫斯基修改了几次，都不满意，最后放弃，于是这协奏曲没有结尾”。日后克莱斯勒改编了柴可夫斯基小提琴协奏曲。
从1896年至1898年，他作为小提琴独奏者，周游各地演出，增广了见闻，结识了许多作曲家和有影响力的工业家，为前程铺路。1898年1月23日，他回到家乡，在维也纳爱乐团伴奏下，首次在家乡登台演出，他出色地演奏了布鲁赫的第二号小提琴协奏曲，赢得多次喝彩。

### 成名于柏林
1899年12月1日，他在柏林与阿尔图·尼基什指挥的柏林爱乐乐团合作举办了一张音乐会，当晚，有小提琴无冕王之称的欧仁·伊萨伊在座。当他刚演奏完门德尔松小提琴协奏曲的最后的华彩乐段时，伊萨伊立刻大模大样地起立，热烈鼓掌。这种捧场，使克莱斯勒甚为感动，毕生难忘。次日柏林许多家报纸，刊登长篇报道。伊萨伊十分器重这位后生，特地将一首无伴奏小提琴奏鸣曲献给克莱斯勒，此奏鸣曲也成为日后克莱斯勒周游列国演出时的常备节目之一，两人成为至交。1931年1月27日，伊萨伊因糖尿病截去一条腿，最后一场演出不能登台，克莱斯勒立即救场，为老友登台演奏贝多芬小提琴协奏曲。数日后病危的小提琴大师，写了一封信给克莱斯勒，将他珍藏多年的欧内斯特·肖松亲笔乐谱，赠与克莱斯勒。正是这场音乐会让他声名鹊起，他的经纪Wolff & Sach，为他争取到较好的待遇，每年可挣10000-12000马克（合2400-2800美元），在当时是不错的收入了。

### 欧美演出

克莱斯勒伉俪，1915年

从1900呢至1902年，Wolff & Sach为他安排了法、意、德、奥、西、英、美以及斯堪的纳维亚诸国的音乐会演出。他在意大利很快学会意大利语。在巴黎结识钢琴家哈罗德·鲍尔（Harold Bauer）、小提琴家雅克·蒂奥，后来蒂奥回忆，伊萨伊和弗里茨是我的两个偶像，我们四个人（包括弗里茨的妻子哈瑞特）十分亲近，已有半个世纪。他和鲍尔合作在挪威、瑞典、丹麦和西班牙演出。1900年12月7日，他在纽约首演，演奏塔蒂尼小提琴协奏曲，其中包含他编的《魔鬼的颤音》，和布鲁赫第一号小提琴协奏曲。几天后再次在纽约登台，这次和美国小提琴家大卫·曼纳斯合奏巴哈双小提琴协奏曲。他在纽约的两场演出，都获得好评。
1901年5月，他搭俾斯麦王子号游轮从欧游返回，在船上遇到一位美丽的红发女郎哈瑞特·沃茨（Harriet Woerz）小姐，两人堕入爱河，1902年9月与哈瑞特在纽约成婚。哈瑞特是一位女强人，将丈夫自由散漫的生活方式，打理的井井有条。乔治·埃内斯库说，“在哈瑞特的管教下，不再饮酒”，而他自己常对人说：“我之成为一名小提琴家，完全受赐于哈瑞特”。1910年首演爱德华·埃尔加（Edward Elgar）献给他的小提琴协奏曲，由作曲家本人指挥。在这时期，小提琴家克莱斯勒不辞劳苦，一年演出260场之多，他的朋友拉赫玛尼诺夫取笑地说：“弗里茨不需要练琴，他有那么多音乐会”；他还曾为排不开期为由，谢绝白金汉宫的邀请。
一战期间参加奥地利军队，后因伤光荣退伍，到美国居住。著有《在战壕中度过的四个星期》一书。

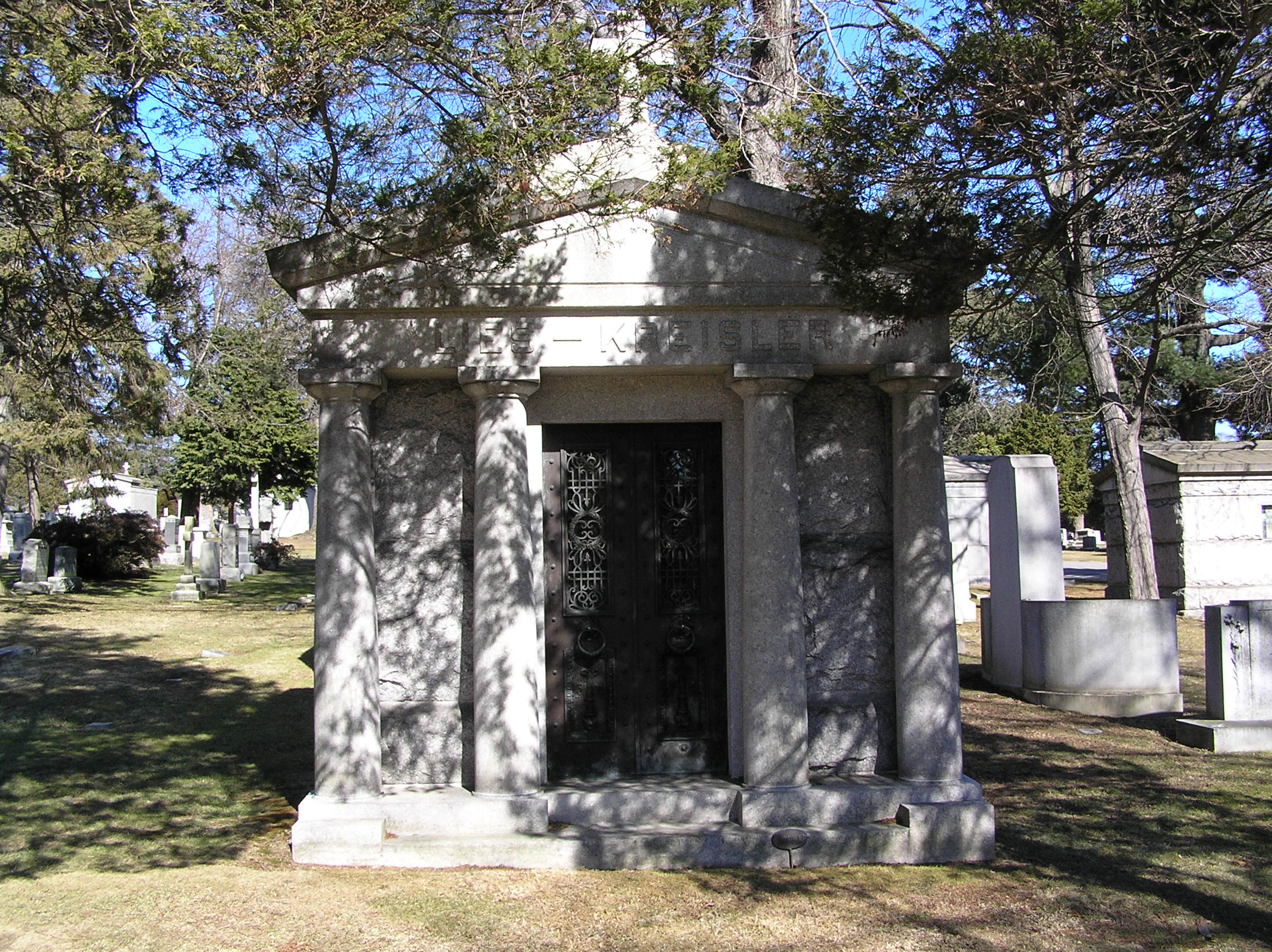
克莱斯勒墓，位于伍德劳恩公墓 (布朗克斯)

### 在中国演出
1923年4月23日，克莱斯勒夫妇乘Str.Shanghai Maru号轮船抵达上海，钢琴伴奏米夏埃爾·勞海森（Michael Raucheisen）同行。24、26两晚在上海市政厅举行演出，首场演出节目包括：维瓦尔第小提琴协奏曲、普尼亚尼的《引子与快板》、门德尔松小提琴协奏曲、舒伯特的芭蕾曲、里姆斯基-柯萨柯夫的《太阳颂》和了出自克莱斯勒手笔的《威尼斯随想曲》和《中国花鼓》。27日克莱斯勒夫妇乘离开上海到东京演出。5月21日离开日本取道朝鲜、奉天抵达天津、北平。原定5月25日在天津的演出，因故取消，26日在北平租界首演，听众为外国人，没有中国人。徐志摩代表学界提议“请喀拉司拉君特别为我们学界演艺”，克莱斯勒答应5月28日下午在真光剧场专为中国人士演奏。克莱斯勒夫人说：“我从来没有见到过布置得如此富丽堂皇的舞台”。黎元洪总统、夫人、女公子、梅兰芳、姚玉芙等于5时许入场，5时10分，德国公使代表陪同克莱斯勒夫妇入场，林长民林徽因父女、梁启超、徐志摩等引导他们到后台休息室。林徽因致开幕词，向中国听众说明，参加西洋音乐会应当有的礼仪，并示范如何鼓掌喝彩，克莱斯勒向听众道谢。5时20分正式开演，以巴赫的无伴奏组曲开场，听众响应热烈，克莱斯勒演奏生涯中第一次首曲加演随后是贝多芬的《克鲁采奏鸣曲》和门德尔松的小提琴协奏曲；中间休息时，克莱斯勒偕翻译到楼上谒见黎元洪大总统。后半场以小提琴小品为主，包括《莲花国》（又加演）、《威尼斯随想曲》以《中国花鼓》作结。次日，克莱斯勒出席北平学界在中山公园为他举办的茶会。克莱斯勒在北平、天津举行了四场公演、和几场私人表演后返回上海。6月2日和4日在上海作告别演出，曲目包括维奥蒂小提琴协奏曲、布鲁赫的《苏格兰幻想曲》、弗朗克的A大调小提琴奏鸣曲、维尼亚夫斯基的第二号小提琴协奏曲、克氏改编的德沃夏克《幽默曲》、根据里姆斯基-科萨科夫的歌剧《萨特阔》改编的《印度客人之歌》、《吉普赛女郎》和《小丑》。几个月后克莱斯勒在柏林日报上发表长文《一个小提琴手的东方之旅》其中写道：“在北平的首演是在大使馆举行的，参加的多是白种人。一天，一位操流利英语的年轻中国人到酒店，他说‘我听说您只对外国人演出，但我恳求让我们也能享受您的艺术’，我当然慨然应允，次日下午，我为中国人举行专场演出。我演奏了巴赫、贝多芬和勃拉姆斯……我感觉在东方两个大国里，艺术和艺术家都受到尊重，艺术和精神生活的价值远高于欧洲”。
1924年回到柏林。1929年6月19日，荣获格拉斯哥大学名誉法学博士学位。1938年迁往巴黎。
1941年4月27日在纽约遭遇车祸，头骨破裂。1942年10月康复，在卡内基音乐厅举行复出音乐会。

1943年移民美国，并入美国国籍。1947年11月1日在卡内基音乐厅最后一次公开演出，之后几年只在电台演奏。1962年1月29日在纽约去世。

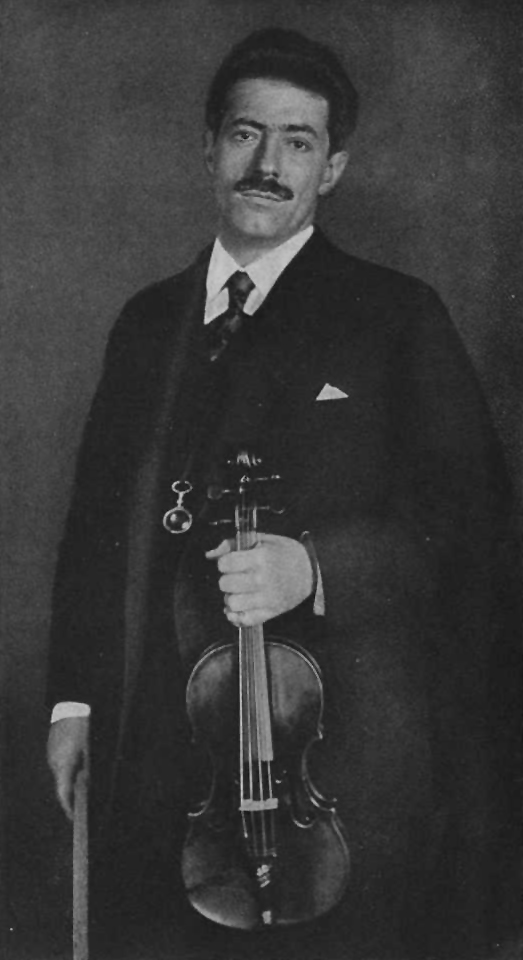
20世纪初

## 演奏特点
克莱斯勒的琴声特别，他善于运用揉弦让小提琴发出类似人声的温润甜美的声音。所以他演奏自己的小提琴小品格外出色，同时也带动了大量使用揉弦技术的潮流。他的技术出众，但不经常练琴，他说过量的技术练习，使他疲劳，不利于自己的艺术发展，所以照例只练习到手指灵活为度；上台之前，用温水泡上手指几秒钟对他更有帮助；他认为，一个对音乐认真的学生，每天练琴应当不少于四小时，但也无须超过五小时。他从来都不练即将登台演奏的作品，以保持新鲜感。他登台演奏时从不看乐谱，全凭记忆演奏，他认为看乐谱会使他分心，而未能专注于音乐的表达。他的弓弦绷得非常紧，所以音色纯正。演奏前，他手持琴头，琴身下垂，而不将琴夹在腋下，以免琴弦因体温而走调。
演奏时，他只用弓的70%，很少用到弓头和弓尾的15%，他不爱用小指，而用其他手指代替。

## 作品
克莱斯勒为小提琴写了很多曲子，其中一些模仿了其他作曲家（如加埃塔诺·普尼亚尼，朱塞佩·塔蒂尼和安东尼奥·维瓦尔第）的风格。起初他声称在法兰西南部一所最古老的修道院发现一位和尚藏有一批普尼亚尼和塔蒂尼等人的乐谱手稿，经他苦苦追索并以8000美元重金购下，手稿一共53件，其中5件毫无价值，48件是宝，这些乐谱并非全是为小提琴所作，他进行了整理、改编，将伴奏现代化，但又尽可能保留原作的风格。这其中19首是他的演奏节目中的常备项目，属于他个人所有。
然而，在1935年的60岁寿辰纪念会上，有人问及他的出版人那些作品的来龙去脉，出版商含糊其辞，说背后一定有些有趣的故事，最后找到他询问，他承认这些是他的作品。此举受到一些音乐评论家的批评，说克莱斯勒不过是依照公式，改编旧稿，一般人都可以做，克莱斯勒冒用他人名义，应当被告上法庭，至少应当赔出稿费。克莱斯勒与他展开笔战，他的回应是这些作品的价值已经得到了评论家的承认“名字变了，价值不会变”，评论家先生，如果能够也“照公式”写出那些“一般人”都会写的乐曲，他必定赔礼道歉。英美两国的舆论向克莱斯勒一边倒，认为无非是有趣的的恶作剧，给音乐评论家们开的一个大玩笑而已，对已故的作曲家并无伤害，他们本来就不出名，未曾因此丧失稿酬，何谈赔偿。其实一些行家如乔治·埃内斯库、雅沙·海菲茨早就知道真相了，埃内斯库还特地嘱咐他的弟子耶胡迪·梅纽因买下克莱斯勒的一切作品，无论冠以什么怪名字，因为它们都是佳作。
在他八十大寿纪念会上，世界著名小提琴家门纷纷祝贺，记者再一次问及这个问题，他做了详细的回答，他说，“我年轻时，想以小提琴家而不是作曲家成名，但那时候的小提琴演奏曲目表十分单薄，为了扩充演奏的曲目，不得不亲自谱写一些乐曲，但我刚出道，籍籍无名，自己演奏自己创作的乐曲，别人看来很糟糕，不会有人会请我去演奏自己的作品。于是托词说是从古老图书馆和博物馆搜寻出来十八世纪一些作曲家的不为人知的手稿，以免他人追查到他身上。其实我一直在说谎。”
如今克莱斯勒的这些作品，如《爱之喜》（Liebesfreud）、《爱之悲》（Liebesleid）、《美麗的蘿絲瑪琳》（Schön Rosmarin）、《中国花鼓》（Tambourin Chinois）、《柯雷里主题变奏曲》（Variations on a Theme of Corelli）已成为古典小提琴和大提琴常见曲目。其中《中国花鼓》是他一次访问洛杉矶的中国戏院时触发灵感，创作的一首中国风格的幻想曲。
他也写过一些轻歌剧，一部弦乐四重奏和许多小提琴协奏曲的华彩段，如勃拉姆斯和贝多芬的小提琴协奏曲。他为贝多芬协奏曲演奏的华彩是当今小提琴家最常演奏的。勃拉姆斯的小提琴协奏曲是他的至爱，他和勃拉姆斯有缘。他少年时在维也纳音乐学院学习时，学院里的一个小餐厅是当时维也纳音乐家集聚会的场所，包括勃拉姆斯在内的许多音乐家常在那里演奏作品；克莱斯勒也常去。一次勃拉姆斯刚创作完一曲三重奏，问克莱斯勒，小提琴演奏起来有没有问题，克莱斯勒回答说，我的手指太短，演奏不了，但这乐曲演奏起来不成问题。后来勃拉姆斯和克莱斯勒一起研究并完成了勃拉姆斯小提琴协奏曲的华彩乐段。克莱斯勒的那份手稿，已捐给图书馆。
他的爱妻哈瑞特叙述他们结婚初期丈夫创作过程：“他在脑中未思考周全之前，绝不记录在纸上；这多半是在我们散步时发生的。有时我和朋友玩‘毕克’纸牌，他在一边创作；他从一本《格罗夫音乐词典》里找到‘普尼亚尼’等名字。有时朋友来访，问我，弗里茨在做什麼，我回答：‘他在创作普尼亚尼’。他工作极为细致，创作完一首，便演练几百遍，直到满意为止，才发给出版社刊印。”

### 华彩乐段
- 贝多芬D大调小提琴协奏曲 无伴奏华彩乐段
- 勃拉姆斯小提琴协奏曲 Op77  无伴奏华彩乐段
- 莫扎特第3号G大调小提琴协奏曲 三首无伴奏华彩乐段
- 莫扎特第4号D大调小提琴协奏曲 三首无伴奏华彩乐段
- 莫扎特第5号A大调小提琴协奏曲 两首无伴奏华彩乐段
- 莫扎特第6号降E大调小提琴协奏曲 无伴奏华彩乐段

### 小提琴小品
- 維也納隨想曲 Op.2（Caprice viennois）
- 中国花鼓 Op.3（Tambourin Chinois）
- 美麗的蘿絲瑪琳（Schön Rosmarin）
- 吉普賽女郎
- 路易十三與孔雀舞之歌（以庫普蘭的風格寫成）
- 詼諧曲
- Aubade provencale（以庫普蘭的風格寫成）
- 爱之喜（Liebesfreud）
- 爱之悲（Liebesleid）
- 柯雷里主题变奏曲（Variations on a Theme of Corelli）
- 老歌（The Old Refrain）
- 浪漫气息的摇篮曲（Berceuse romantique）
- 贝多芬主题小回旋曲（Rondino on a Theme by Beethoven）
- 波里希内儿（Polichinelle）
- 谁能告诉我（Who Can Tell）
- 小锡兵进行曲（Toy Soldiers' March）
- 牧羊曲（Shepherd's Madrigal）
- 吉普赛幻想曲（Gypsy Caprice）

### 轻歌剧
- Apple Blossoms（1919年）小型歌剧，与维克多·雅各比（英语：Victor Jacobi）合作作曲
- Rhapsody（1944年）音乐剧，作曲

- Lisa（1969年出版），三幕轻歌剧
- Sissy（1932年），二幕歌劇

### 声乐
- The Bonnie Earl O'Moray （1917年出版）；词：Reinhold von Warlich
- Cradle Song（1915年出版）；改编自Caprice Viennois
- Drei Nachtgesänge (Three Night Songs)（1921年出版）；词：Joseph Freiherr von Eichendorff
- Leezie Lindsay（1917年出版）；词：Reinhold von Warlich
- Love Comes and Goes （1934年出版）；改编自Liebesleid；词：Geraldine Farrar
- Madly in Love（1936年出版）；词：Dorothy Fields
- The Old Sweet Song, duet for soprano and baritone (or tenor) (published 1915)；改编自Caprice Viennois；词：J. Kilp
- O salutaris hostia（1916）；改编自Louis Couperin；词：Alice Mattullath
- O sanctissima（1916年出版）；改编自Arcangelo Corelli；词：Alice Mattullath
- The Praise of Islay（1917）；词：Reinhold von Warlich
- The Shepherd's Madrigal（1937）；词：Geraldine Farrar
- Stars in My Eyes（1936）；词：Dorothy Fields
- The Whole World Knows, a Viennese Love Song（1934）；改编自Caprice Viennois；词：Geraldine Farrar

克莱斯勒手稿全部捐赠给美国国会图书馆的音乐馆“克莱斯勒馆藏”。

## 录音
早在1910年，克莱斯勒就和维克留声机机器有限公司签订唱片合同。1925年和维克留声机机器有限公司续签订5年75万美元的唱片合同，以后自动续约。在这时期，他最畅销的唱片是音乐小曲《爱之喜》、《爱之悲》、《美麗的蘿絲瑪琳》，因为78转唱片容量不大。
克莱斯勒有两套出名的唱片集：
1. EMI，克莱斯勒全集（10 CDs）
2. RCA，克莱斯勒全集（11 CDs）

包含从1903年至1946年克莱斯勒演奏的小提琴曲录音：
- 巴赫 / 威廉：詠嘆調（選自第三號無伴奏組曲 BWV 1068）
- 巴赫：行板（選自第一號無伴奏小提琴組曲 BWV 1001）
- 巴赫：加沃特舞曲（选自第3号帕蒂塔 BWV 1006）
- 莫札特：第四號小提琴協奏曲 K.218
- 貝多芬：小提琴協奏曲 Op.61
- 莫札特：第四號小提琴協奏曲 K.218
- 貝多芬：小提琴協奏曲 Op.61
- 孟德爾頌：小提琴協奏曲 Op.64
- 孟德爾頌：小提琴協奏曲 Op.64
- 孟德爾頌：第25號無言歌 Op.62, No.1
- 布魯赫：第一號小提琴協奏曲 Op.26
- 克萊斯勒：a小調弦樂四重奏
- 貝多芬：第一號小提琴奏鳴曲 Op.12, No.1 - 3
- 贝多芬：第五號小提琴奏鳴曲「春」 Op.24
- 贝多芬：第八號小提琴奏鳴曲 Op.30, No.3
- 克萊斯勒：威尼斯隨想曲 Op.2
- 克萊斯勒：中國花鼓 Op.3
- 克萊斯勒：美麗的蘿絲瑪琳
- 克萊斯勒：吉普賽女郎
- 克萊斯勒：愛之悲
- 克萊斯勒：愛之喜
- 巴哈 / 克萊斯勒：嘉禾舞曲（選自第三號組曲BWV 1006）
- 克萊斯勒：珍貴（以庫普蘭的風格寫成）
- 克萊斯勒：路易十三與孔雀舞之歌（以庫普蘭的風格寫成）
- 克萊斯勒：Aubade provencale（以庫普蘭的風格寫成）
- 莫札特 / 克萊斯勒：輪旋曲（選自第七號小夜曲「哈夫納」 K.250）
- 克萊斯勒：貝多芬主題的輪旋曲
- 舒伯特 / 克萊斯勒：G大調芭蕾舞曲（選自羅莎蒙德 D.797）
- 韋伯 / 克萊斯勒：甚緩板（選自小提琴奏鳴曲 Op.10）
- 葛拉祖諾夫 / 克萊斯勒：西班牙小夜曲 Op.20, No.2
- 愛爾蘭歌謠 / 克萊斯勒：倫敦德里小調
- 史考特 / 克萊斯勒：安樂鄉 Op.47, No.1
- 法雅 / 克萊斯勒：霍塔（選自七首流行西班牙歌曲）
- 法雅 / 克萊斯勒：第一號西班牙舞曲（選自「短暫的人生」）
- 布蘭德 / 克萊斯勒：古老的曲調
- 胡伯格 / 克萊斯勒：午夜的舞會
- 克萊斯勒：詼諧曲
- 蕭邦 / 克萊斯勒：第45號馬厝卡舞曲 Op.67, No.4
- 波爾第 / 克萊斯勒：跳舞的娃娃
- 德弗札克 / 克萊斯勒：幽默曲 Op.101, No.7
- 柴可夫斯基 / 克萊斯勒：如歌的行板（選自第一號弦樂四重奏）
- 克莱斯勒：柯雷里主题变奏曲
- 克莱斯勒：西西里里伽顿舞曲
- 克莱斯勒：狩猎
- 舒曼 / 克萊斯勒：A大調浪漫曲 Op.94, No.2（選自三首浪漫曲）
- 林姆斯基-高沙可夫 / 克萊斯勒：太陽讚歌
- 林姆斯基-高沙可夫 / 克萊斯勒：印度之歌
- 柴可夫斯基 / 克萊斯勒：无言歌曲 Op.2, No.3
- 斯美塔那：波西米亚幻想曲
- 福斯特：故乡的亲人
- 舒伯特：乐兴之时
- 拉摩：长鼓舞曲
- 柴可夫斯基：无言圣歌
- 考特奈特：歌曲－冥想曲
- 格鲁克：旋律（选自《奥尔菲斯与尤丽狄茜》）

## 逸事
有一次克莱斯勒夫妇从罗马搭火车到那不勒斯旅行，中途一群牛栏路，火车中途停下，他突然想起，他的斯特拉迪瓦里还留在酒店里，于是兩人狼狈地跳下车，急忙返回罗马，幸亏那把斯特拉迪瓦里还安然无恙。
克莱斯勒有一次在一家古董店淘宝，店主对名琴似乎有点认识，克莱斯勒拿出他的瓜尔内里，想考考店主，说道：“我想卖这把琴，你看值多少钱？”，店主把玩之后说“此琴价值不菲，你等等，我回家取来我的阿瑪蒂。”但店主回来时并没有带著什么阿瑪蒂，而是找来一名警察。店主说：“逮捕他，他盗了弗里茨·克莱斯勒的琴”。克莱斯勒一愣，極力争辩说：“我就是克莱斯勒”，“请出示身份证”，“忘記带了……”；情急生智，他拿起瓜尔内里，不慌不忙地奏出《美丽的罗斯玛琳》，曲终，店主喜笑颜开，说“真的是本尊。天下唯独克莱斯勒能奏出如此美妙的《美丽的罗斯玛琳》。”
有一次克萊斯勒和米夏·艾爾曼（Mischa Elman）聊天，艾爾曼問克萊斯勒說他最敬佩的小提琴家是誰，克萊斯勒毫不猶豫的回答：維尼亞夫斯基（Henryk Wieniawski），並且馬上含著淚訴說他五歲時，有一次聽到維尼奧夫斯基的演奏會，那琴音真是何等的動人，以至於他從小就立志要成為一名小提琴家，感動得艾爾曼也痛哭流涕。後來艾爾曼回家後把音樂辭典拿出來一看，發現維尼亞夫斯基早在克萊斯勒出生前就去世了。(然而維尼奧夫斯基其實在克萊斯勒六歲時去世，若克萊斯特聽到的是1879年4月在奧德薩舉行的告別音樂會，就時間上是說得通的。)
克莱斯勒还自学钢琴，有一次在私人聚会音乐会上，年方11岁的雅沙·海菲茨上台演奏一首乐曲，缺少钢琴伴奏，席间一位青年上台伴奏，他就是克莱斯勒，两人后来成为至交。波兰著名钢琴家伊格纳奇·扬·帕德雷夫斯基说，幸亏克莱斯勒不以钢琴演奏为生，不然我们都没饭吃了。

### 琴
他认为：
意在琴先，音起于心，非起于弦。使心和音乐的表达之间最少障碍的，便是好琴。琴绝非木材和肠衣，它有灵性，它不断的寻觅他命运的主人。它有情绪，必须用心呵护。它奉献给一位主子，排斥其他人。即便最好的琴，也有弱点，主人必须学会绕过它。有的琴有时表现的非常出色，但靠不住，有的像混小子，使你一时倾心，当最需要时，却发出虚音，背叛你。论音色之美，斯特拉迪瓦里仍是王者。他造了1100把琴，可能600把还保存下来，其中二三十把是上品，五六把是极品。
1908年左右，一位维也纳老友，赠送一他把旧琴，回家细看，才知道是个宝，一把正品的加利亞諾，音色美妙，虽然旧了些，但还结实，曾随他巡演欧美各地城市。三年后，他忍不住花了4000美元，买了一把斯特拉迪瓦里；玩了几次，不知何故，无论怎么发力，琴声始终冷淡，他知道买错了，此琴和他无缘。
他前后用过几把瓜尔内里。第一把瓜尔内里是一位英国水手从西班牙偷来，以一个金镑的价格卖了，辗转到一个英国酒吧老板手里。克莱斯勒听到消息后，多次求购未得。酒吧老板死后，他的女儿将它卖与克莱斯勒。这把琴声音洪亮，一直伴随左右，曾随同参军；此琴在手一如回到奥地利军中那种意气风发的日子。他认为琴和人一样，也会疲劳，需要休息，因此他经常让琴轮班休息至少六个月。后来他以一万美元的价格，从著名琴商哈特的手中，买下一把出色的瓜尔内里。一年之后的一天，他又步入哈特琴行，突然听到飘来一阵天籁之音，追问之下，才知道是在一位英国收藏家手中的一把1737瓜尔内里。听说这把天籁之音的小提琴在收藏家的玻璃柜里不见天日，他心急如焚，此后在哈特陪同之下，他天天缠住收藏家。最后琴主让他演奏一曲，曲终，琴主说，我无权保留它，它是属于你的，拿出去，让全世界听他的声音。他仅以一万美元购得此宝琴。此琴声甘美，洪亮，有远扬力，成为他不可分割的一部分。他用了十多年之后，转卖给一位业余的小提琴手，又从英国西尔琴行买了一把据称是最好的1733瓜尔内里。
此后他不断收购、转卖了几把名琴，其中包括1733斯特拉迪瓦里、1734斯特拉迪瓦里、1732瓜尔内里、英国琴师Danial Parker在1720年仿制的斯特拉迪瓦里等等。1946年在纽约爱乐团音乐会上他用的是让-巴蒂斯特·维尧姆仿制的瓜尔内里。
一日他的朋友，著名小提琴家米夏·艾尔曼到他的柏林寓所拜访，克莱斯勒带他上楼参观他珍藏的名琴；他让艾尔曼试试一把斯特拉迪瓦里、一把瓜尔内里，然后让他试试一把维尧姆，问道，“能听出什么不同吗”，“不能”。他告诉艾尔曼，“那不是一把真的瓜尔内里，而是仿制品。好的小提琴手，无论什么琴，都能拉出来美妙的音乐。尼古洛·帕格尼尼就拥有两把维尧姆仿制的瓜尔内里，一把如今仍保存在热那亚博物馆里，另一把传给他的弟子卡米洛·西沃里（Camillo Sivori），后来流入英国琴行西尔父子公司，后来又转卖给我。”
有些小提琴家，对某某小提琴有强烈的依赖性，非此不能发挥，克莱斯勒则不然，哪一把良琴，一到他手里，都能奏出美妙的音乐。1930年代末，他被美国税务局追讨欠缴税款，被迫将他的瓜尔内里捐给国家，此后他使用一把安东尼奥·斯特拉迪瓦里的门徒卡罗·贝尔贡齐制作的小提琴，被称为克莱斯勒·贝尔贡齐。
关于斯特拉迪瓦里和瓜尔内里，他说，斯特拉迪瓦里时代，还没有大的音乐厅，斯特拉迪瓦里琴适用于小型音乐会，对大音乐厅，力度不够，而瓜尔内里要强劲得多。

## 评价
- 埃内斯库：“他为塔替尼《魔鬼的颤音》作的华彩乐段是他的佳作之一……他和我一样，不大在意版权，他从《威尼斯随想曲》未曾获得分文版权费。”
- 卡萨尔斯：“我为他奉上约瑟夫·约阿希姆-萨拉萨蒂-伊萨伊王朝的最后一顶皇冠。”
- 内森·米尔斯坦:“在小提琴艺术中，有三位作曲家作出重大贡献：巴赫、帕格尼尼、克莱斯勒。”
- 雅沙·海菲茨：“克莱斯勒是我的偶像，我年轻时极力模仿他的演奏风格。”
- 艾萨克·斯特恩“无论是他的演奏或唱片，都散发着金光灿烂、甘美如蜜的声音。”[18]
- 卡尔·弗莱什：“现代小提琴艺术最重要的成就——颤音，基本上是克莱斯勒引入的……至于弓法，他喜欢靠近琴马处运弓，用少的弓力，获得较强的弓压。”